# Ciudad Guayana
Ciudad Guayana ist eine Stadt im Bundesstaat Bolívar im Osten Venezuelas.
Sie liegt am südlichen Ufer des Orinoco am Zusammenfluss mit dem Río Caroní. Die Stadt wurde offiziell 1961 gegründet und besteht aus dem alten Ort San Félix und der neuen Stadt Puerto Ordaz, die an beiden Seiten des Flusses Caroni liegen. Die Stadt, deren Ausbau auf eine Einwohnerzahl von einer Million geplant ist, zieht sich 40 Kilometer am südlichen Ufer des Orinoco entlang. Mit derzeit annähernd 800.000 Einwohnern ist sie für venezolanische Maßstäbe eine sehr große Stadt. Sie hat einen der fünf wichtigsten venezolanischen Häfen, in denen die meisten im Bundesstaat Bolívar hergestellten Produkte auf den Atlantischen Ozean verschifft werden.

## Geschichte
Ciudad Guayana wurde im Jahr 1961 als ein Projekt der Corporación Venezolana de Guayana gegründet, indem die beiden Städte zu beiden Seiten des Caroní, nämlich San Félix und Puerto Ordaz, vereinigt wurden und dazu die Brücke über den Río Caroní gebaut wurde. Seitdem haben sich viele Industrien in der Stadt angesiedelt, weil ihre geografische Lage ihr viele Vorteile verschafft. Seit ihrer Gründung hat sich die Stadt von zwei Kleinstädten zum wichtigsten Industriezentrum der Region Guayana entwickelt. Sie ist das Zentrum des Wachstums einer unterbesiedelten Region Venezuelas. Viel Kritik gab es wegen des Designs der Stadt Puerto Ordaz, das von Planern von der MIT und Harvard in den frühen 1960ern geschaffen worden war. Am 13. November 2006 wurde die zweite Brücke über den Orinoco bei Ciudad Guayana, die Puente Orinoquia, eingeweiht.

## Wirtschaft

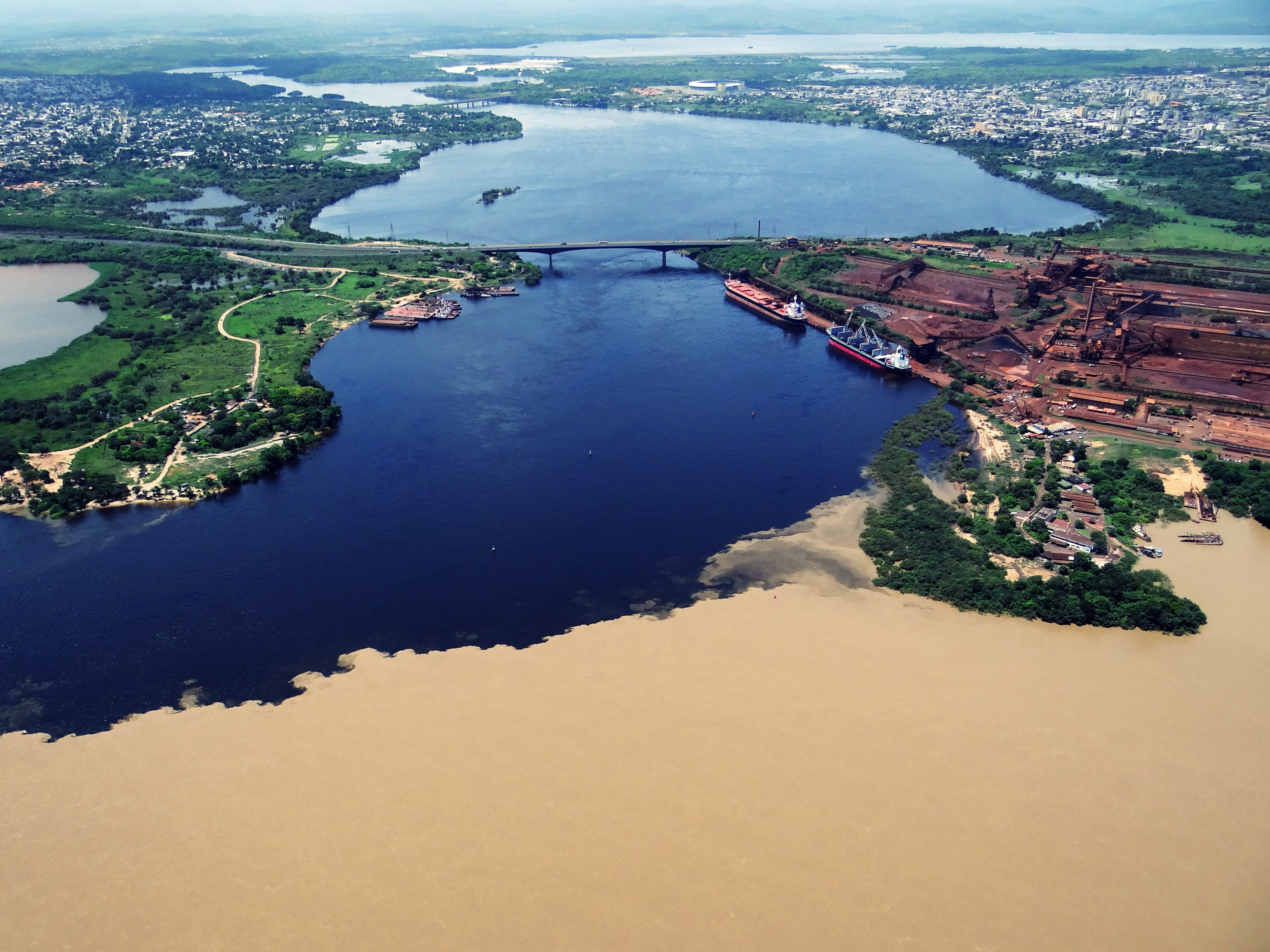

Die Stadt Ciudad Guyana ist das wirtschaftliche Zentrum des Bundesstaats Bolívar und das Zentrum der Stahlindustrie Venezuelas.
Bedeutend und gleichzeitig eine der touristischen Attraktionen der Stadt ist das Guri-Wasserkraftwerk, das einen maßgeblichen Teil des venezolanischen Bedarfs an elektrischer Energie produziert und zu den größten Wasserkraftwerken der Erde zählt.

## Söhne und Töchter
- Ángel Francisco Caraballo Fermín (* 1965), katholischer Geistlicher, Erzbischof von Cumaná
- Paúl Ramírez (1986–2011), Fußballspieler
- Christian Santos (* 1988), deutsch-venezolanischer Fußballspieler
- Marwin González (* 1989), Baseballspieler
- Stefany Hernández (* 1991), BMX-Fahrerin
- Elvismar Rodríguez (* 1997), Judoka
- Brayan Hurtado (* 1999), Fußballspieler
- Aaron Astudillo (* 2000), venezolanisch-chilenischer Fußballspieler
- Wisleidy Medina (* 2000), Handballspielerin